# Вече са Иваном Ивановићем: Вече смеха
Вече са Иваном Ивановићем: Вече смеха је стендап шоу забавног карактера која се емитује уторком од 22.00 часа на Првој српској телевизији.
Водитељ емисије је Иван Ивановић.
Прва епизода је емитована 6. децембра 2016. године, а последња 27. јуна 2017. године. Емисија је отказана после једне сезоне јер се сматрало да је Ивану Ивановићу превише три емисије недељно.

## Ток емисије
Бранислав Раичевић, Срђан Динчић, Александар Перишић и специјални гост у емисији изводе скечеве и игре које води Иван Ивановић. Госте је забављала Ивана Петерс која је певала уз музичку пратњу бенда Ане Штајдохар.

## Преглед
| Сезона | Бр. епизода | Почетак емитовања | Крај емитовања |
| ------ | ----------- | ----------------- | -------------- |
| 1      | 31          | 6. децембар 2016. | 27. јун 2017.  |

## Гости

### Сезона 1 (2016—17)
| Бр. епизоде | Датум емитовања    | Гости                            |
| ----------- | ------------------ | -------------------------------- |
| 1           | 6. децембар 2016.  | Анђелка Прпић                    |
| 2           | 13. децембар 2016. | Анђелка Прпић                    |
| 3           | 20. децембар 2016. | Анђелка Прпић                    |
| 4           | 27. децембар 2016. | Андрија Милошевић                |
| 5           | 30. децембар 2016. | Милош Теодосић, (НИЈЕ ПРИСУТАН)  |
| 6           | 3. јануар 2017.    | Најбољи делови                   |
| 7           | 10. јануар 2017.   | Бранко Ђурић Ђуро                |
| 8           | 17. јануар 2017.   | Бранко Ђурић Ђуро                |
| 9           | 24. јануар 2017.   | Бранко Ђурић Ђуро                |
| 10          | 31. јануар 2017.   | Бранко Ђурић Ђуро                |
| 11          | 7. фебруар 2017.   | Бранко Ђурић Ђуро                |
| 12          | 14. фебруар 2017.  | Бранко Ђурић Ђуро                |
| 13          | 21. фебруар 2017.  | Бранко Ђурић Ђуро                |
| 14          | 28. фебруар 2017.  | Бранко Ђурић Ђуро                |
| 15          | 7. март 2017.      | Бранко Ђурић Ђуро                |
| 16          | 14. март 2017.     | Државни посао                    |
| 17          | 21. март 2017.     | Државни посао                    |
| 18          | 28. март 2017.     | Државни посао                    |
| 19          | 4. април 2017.     | Државни посао                    |
| 20          | 11. април 2017.    | Мићко Љубичић                    |
| 21          | 18. април 2017.    | Мићко Љубичић                    |
| 22          | 25. април 2017.    | Воја Недељковић                  |
| 23          | 2. мај 2017.       | Срђан Тимаров                    |
| 24          | 9. мај 2017.       | Мићко Љубичић                    |
| 25          | 16. мај 2017.      | Гордан Кичић                     |
| 26          | 23. мај 2017.      | Гордан Кичић                     |
| 27          | 30. мај 2017.      | Гордан Кичић                     |
| 28          | 6. јун 2017.       | Мићко Љубичић                    |
| 29          | 13. јун 2017.      | Никола Ђуричко                   |
| 30          | 20. јун 2017.      | Андрија Милошевић                |
| 31          | 27. јун 2017.      | Срђан Тимаров и Јелена Радановић |